# Polynoncus brasiliensis
Polynoncus brasiliensis is een keversoort uit de familie beenderknagers (Trogidae). De wetenschappelijke naam van de soort is voor het eerst geldig gepubliceerd in 1962 door Vaurie.